# Acidente do Lockheed C-130 Hercules da Real Força Aérea Marroquina em 2011
Em 26 de julho de 2011, uma aeronave militar C-130 Hercules operada pela Real Força Aérea Marroquina caiu perto de Guelmim, Marrocos, matando todas as 80 pessoas a bordo. O avião transportava 71 passageiros (inicialmente relatados como 72), a maioria membros das Forças Armadas de Marrocos e nove tripulantes. Três ocupantes foram retirados com vida dos destroços, mas morreram mais tarde devido aos ferimentos.

## Acidente
A aeronave envolvida, um Lockheed C-130H Hercules quadrimotor prefixado CNA-OQ, viajava do Aeroporto de Dakhla, no Saara Ocidental, para a Base Aérea de Quenitra, com escala programada para Guelmim.
Ao aproximar-se do Aeroporto de Guelmim, o Hercules bateu na montanha Sayyert, a aproximadamente 10 km (6,21 mi) a nordeste de Guelmim. Naquela época, o clima na área foi relatado como ruim.
Foi o acidente aéreo com mais mortes em 2011 e o acidente de aeronave militar mais mortal de Marrocos.
O rei Maomé VI anunciou três dias de luto nacional após o acidente.